# Life of a King
Life of a King (bra: Jogada de Rei)  é um filme norte-americano de 2013 de drama, dirigido por Jake Goldberger. É baseado na verdadeira história de Eugene Brown, um ex-detento que inicia um clube de xadrez em sua cidade, a fim de tirar jovens da criminalidade.

## Elenco
- Cuba Gooding, Jr. como Eugene
- Dennis Haysbert como Searcy
- Lisa Gay Hamilton como Sheila King
- Jaida-Iman Benjamin como Rhonda

## Lançamento
O filme estreou no Festival de Cinema de Los Angeles de 2013 e teve seu lançamento nos EUA em 17 de janeiro de 2014 pela Millennium Entertainment.